# Porta XNOR
A porta lógica XNOR, também conhecida pelo termo função coincidência, é a operação inversa da porta XOR (ou - exclusivo). Como o próprio nome expressa, essa função retornará valores iguais a um (retornará sinais elétricos) quando os valores de entrada forem iguais, ou seja, quando coincidirem. A partir dessa afirmação, e se colocássemos A e B como entrada, teríamos apenas duas ocorrências de coincidência, tendo assim duas saídas com valores iguais a um. Em um circuito elétrico, quando as entradas A e B estão recebendo o mesmo valor , mesmo estando negadas ou não, circulará corrente elétrico pelo circuito (A = 0 e B = 0 ou A = 1 e B = 1). Agora, quando as entradas possuem valores diferentes, não circulará corrente pelo circuito (A = 0 e B = 1 ou A = 1 e B = 0). A notação algébrica que representa a operação XNOR é  {\displaystyle S=A\odot B}.

## Tabela verdade
Com as informações acima, a tabela verdade da função fica dessa forma :
| A | B | A XNOR B |
| - | - | -------- |
| 0 | 0 | 1        |
| 0 | 1 | 0        |
| 1 | 0 | 0        |
| 1 | 1 | 1        |

## Circuito
Depois de entender como é formada a tabela verdade da função coincidência, pode-se definir o circuito que realizará a mesma:
Para conseguirmos a saída, precisaremos de dois inversores, duas funções AND (chamada de Conjunção Lógica), e uma função OR (chamada de Disjunção Lógica), além de duas entradas (usaremos A e B).
Além da implementação mostrada acima, é possível obter a porta XNOR através da utilização de apenas portas NOR ou de apenas portas NAND, como podemos ver no exemplo:
- XNOR usando NOR

- XNOR usando NAND

Podemos ainda representar uma porta XNOR de várias outras formas, tais como representadas na figura abaixo:

### Circuito com mais entradas
Caso queira representar uma porta XNOR com duas ou mais entradas, terá que adicionar uma porta AND no circuito (a) ou se preferir, usar o circuito da porta XOR colocando um inversor na sua saída (b). Dessa forma temos que {\displaystyle A\odot B={\overline {A\oplus B}}}

### Implementação em VHDL
A porta XNOR pode ser utilizada como um operador na linguagem VHDL que pode ser implementada da seguinte forma:
Exemplificando utilizando-se de um XNOR de duas entradas:
```
entity
 
xnor2
 
is

       
port
(
x
,
 
y
:
 
in
 
std_logic
;

            
z
:
 
out
 
std_logic
);

end
 
xnor2
;

architecture
 
logica
 
of
 
xnor2
 
is

begin

       
z
 
<=
 
x
 
xnor
 
y
;

end
 
logica
;

```